# Йоганн Куніш
Йоганн Куніш (1881 с. Остружна, нині Оломоуцький край, Чехія — 1952, м. Відень, Австрія) — австро-угорський та український військовий діяч, отаман, начальник штабу Першого корпусу УГА.

## Життєпис
Народився у селі Остружна Оломоуцького краю в Чехії. За національністю німець.
Під час Першої світової війни служив у ранзі обер-лейтенанта 12-му полку польової артилерії австро-угорської армії.
В УГА з 1 лютого 1919 р.: спочатку референт артилерії, згодом начальник штабу Першого корпусу УГА. У 1920 служив у ЧУГА, де обіймав посаду референта артилерії 3-ї бригади. Цього ж року у травні був заарештований Одеською ЧК, сидів разом з Карлом Гофманом, але згодом звільнений.
Переїхав у 1921 р. до Відня, пізніше до Берліна. Підтримував зв'язки із УВО та Євгеном Коновальцем. За даними польських спецслужб, займався підготовкою антипольського повстання на західноукраїнських землях.
Похований на цвинтарі Баумгартен (західна частина Відня).